# دانيال برانكا
دانيال برانكا (بالإسبانية: Daniel Branca)‏ هو فنان قصص مصورة ورسام أرجنتيني، ولد في 7 ديسمبر 1951 في بوينس آيرس في الأرجنتين، وتوفي بنفس المكان في 28 يناير 2005 بسبب نوبة قلبية.